# Мазурівка (Гримайлів)
Мазурі́вка — колишнє село в Україні, нині — південно-західна частина селища міського типу Гримайлів Тернопільської області. Австрійський і польський варіанти назви — Мазурувка (пол. Mazurówka).

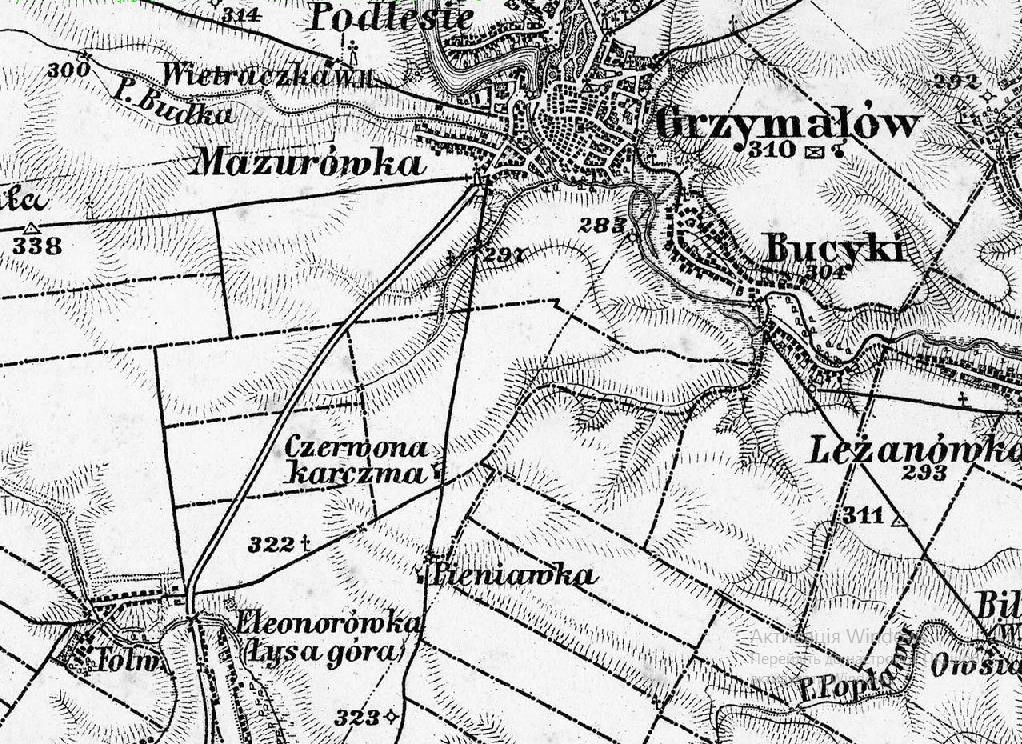
Мазурівка на мапі 1880 р.

Знаходилося на правому березі річки Ґніла (права притока Збруча, басейн Дністра), при дорозі Гримайлів — Чортків (через річку навпроти Гримайлова і на віддалі не більше 0,5 км від нього) і правобережній притоці Ґніли потічку Будка, тепер сильно обмілілому і майже не існуючому.
Скоріш за все, назва поселення походить від оселених тут (переселенців) поляків-мазурів.
Сьогодні це район сучасних гримайлівських вулиць Сірка, Польової, Л.Українки, Т.Шевченка.

## Історія
Рік заснування села невідомий. Але вже на австрійській мапі 1790/1824 років Мазурівка присутня, відповідно, засновано село було ще раніше. Перший запис, у якому згадується Мазурівка, у метричній книзі гримайлівської католицької парафії датується 1741 р., хоча записи у книзі починаються з 1720-го.
Історія Мазурівки неподільно пов'язана з історією сусіднього селища Гримайлів, яке мало як значно більші розміри, так і вищий адміністративний статус.

Капличка на виїзді з Гримайлова при розгалуженні доріг на Хоростків і Теребовлю — район колишньої Мазурівки

На початку ХІХ ст. Мазурівка належала онуці великого коронного гетьмана Адама Миколая Сенявського (бл. 1666–1726) княгині Ізабеллі Любомирській (Izabella (Elżbieta) Lubomirska, 1736–1817) з дому князів Чорторийських — дружині великого коронного маршалка Станіслава Любомирського (Stanisław Lubomirski, 1722–1783).
Щонайменше протягом 1800–1823 рр. Мазурівка входила у склад так званого Гримайлівського ключа, який складався з 3 містечок і 32 сіл. У селі було 34 оселі, у тому числі проживало селян, що посідали ґрунт парний (32 морги) — 3, одинковий (16 моргів) — 8, чвертовий (8 моргів) — 11, халупників (хата і до морга землі) — 12, комірників (ті, хто не мали власного господарства і землі, і проживали в помешканнях господарів) — 1, ремісників — 1, панської прислуги в палаці й на фільварку — 8.
Після смерті Ізабелли Любомирської в 1817 р., її дочка, дружина польного коронного гетьмана Северина Жевуського (Seweryn Rzewuski, 1743–1811), Констанція Жевуська (Konstancja Rzewuska, 1760/1761–1840), внаслідок розкішного способу життя, довела свій маєток, частиною якого була Мазурівка, до банкрутства і втратила права на нього. Мазурівку разом з сусідніми Гримайловом, Підліссям і Буциками виставили на аукціон, який відбувся у 1823 р. Так новим дідичем Мазурівки став віденський банкір Леопольд Елкан де Елкансберг.
15 березня 1831 р. Мазурівку в де Елкансберга викупив Антім Нікорович — дідич с. Кривчиці біля Львова.
Від середини ХІХ ст. село перебувало в адміністраційній, поштовій та релігійній приналежності до Гримайлова. Власниками земель були спадкоємці Нікоровича — спочатку його син Кароль (1852–1855), а потім чоловік його дочки Юлії Леонард Пініньські (1855–1886).
Село явно занепадало і в статистичних довідниках 1868, 1872, 1904 рр. Мазурівка згадується фразою «Гримайлів разом з Мазурівкою і Підліссям», або «Село біля Гримайлова» без подання інформації про нього, або не згадується взагалі. За віросповіданням населення поділялося на греко- і римо-католицькі громади. Пошта, телефон, телеграф, суд, ринок, церква, костьол, школа — все знаходилось у Гримайлові.
У 1880 р. у Мазурівці проживало 733 мешканці, у тому числі 474 римо-католиків, решта — греко-католики. Тоді ж у селі працювала пивна броварня, горілчаний цех, паровий млин, який у 1864 р. своїм коштом збудував місцевий землевласник і підприємець граф Леонард Пініньські (1824–1886). В селі знаходилась ґмінна позикова каса з капіталом 782 злотих реньських. 
У 1890 р. число осель у селі дорівнювало 100.
У 1910 р. у Мазурівці проживало 698 осіб. Власниками земель (з 1886) були Станіслав та Леон Пініньські. Після смерті Станіслава Пініньські у 1911 р. його частка власності перейшла дочці Юлії.

Капличка на вулиці Т.Шевченка у Гримайлові — район колишньої Мазурівки

Під час військових дій в періоди російської окупації (1914 — липень 1917), повернення австро-німецьких військ, боїв польсько-української (листопад 1918 — липень 1919) та польсько-більшовицької (1920) воєн значних обстрілів і боїв біля Мазурівки не було.
У 1920 р. шляхом жеребкування між Юлією (на той момент вже Воляньською) та її стриєм Леоном Пініньськім Мазурівка (разом з Гримайловом і Підліссям) відійшла до Воляньських. 
На 30 вересня 1921 р. в Мазурівці було 136 будинків; без облікованих за військовим списком, у селі проживало 684 мешканців, з них — 340 чоловіків і 344 жінок; 457 католиків, 218 греко-католиків, 9 юдеїв; 467 поляків, 216 українців (русинів), 1 єврей.  Поруч села знаходився поміщицький маєток з 10 житлових будинків, де проживало 135 осіб, з них — 56 чоловіки, 79 — жінки; 116 католиків, 14 греко-католиків, 5 юдеїв; 117 поляків, 13 українців, 5 євреїв.
У другій половині 1920-х років у Мазурівці працювали броварня, горілчаний завод та на річці паровий і водяний млини.

## Адміністративний устрій
За часів Річі Посполитої (до 1772 р.) Мазурівка знаходилася у Трембовельському повіті Галицької землі Руського воєводства.
Після поділу Польщі 1772 року, у роках 1773–1810, тепер вже у складі Габсбурзької монархії, яка з 1804 р. стала Австрійською імперією, Мазурівка послідовно перебувала у Бережанському дистрикті (district, район) Львівського циркула (cercles, округ), Золочівському, Бережанському і Тернопільському циркулі Королівства Галичини та Володимирії.
Від 15 червня 1810 р. до 6 червня 1815 р. Мазурівка — населений пункт Тернопільського і Теребовлянського (з 1814) округів Тернопільського краю Російської імперії.
Після повернення у 1815 р. згідно з рішенням Віденського конгресу Тернопільського краю у склад Австрійської імперії, Мазурівка до 1850 р. перебуває в Тернопільському циркулі.
Від 1850 р. до адміністративної реформи 1867 року село було у складі Гримайлівського повіту (bezirke) Тернопільського району (kreis) Тернопільського округу (kreisgericht) провінції «Львів» («Lemberg»).
Після реформи 1867 року Мазурівка увійшла у склад Скалатського повіту Королівства Галичини та Володимирії Австро-Угорської імперії.
3 грудня 1920 р. у Польщі було створено Тернопільське воєводство, у якому село увійшло у склад Скалатського повіту, де й перебувало до моменту офіційного приєднання до Гримайлова.
У «Книзі адрес Польщі для торгівлі, промисловості, ремесел і землеробства» 1928 р. Мазурівка представлена окремим розділом, чого немає в аналогічній книзі 1930 року. «Tarnopolski Dziennik Wojewódzki» від 1 грудня 1929 р., ведучи мову про адміністративний поділ Скалатського повіту, Мазурівку не згадує, очевидно, на той момент вона вже була у складі Гримайлова.